# Yury Dmitriyev
Юрий Дмитриев (em russo:  Юрий Дмитриев; nascido em 26 de agosto de 1946) é um ex-ciclista soviético de descendência alemã.
Competiu na prova de corrida em estrada nos Jogos Olímpicos da Cidade do México 1968 e terminou em décimo quinto lugar individualmente e em nono no contrarrelógio pela equipe soviética.